# 神保雪子
神保 雪子（じんぼ ゆきこ、弘化2年（1845年） - 慶応4年8月25日（1868年10月10日））は江戸時代末期（幕末）の女性。会津藩士・井上丘隅の次女、神保修理の妻。

## 生涯
美貌で知られた雪子は、会津藩士神保修理の妻となった。夫婦仲は周囲も羨むほど睦まじいものであったとされ、羨望の的であった。
しかし、夫修理は鳥羽・伏見の戦いの際に徳川慶喜に戦線離脱を進言したとして藩内抗戦派の憤激をうけ、自刃させられてしまう。
雪子は同年の会津戦争に際して実家に戻っていたところ、父の井上丘隅から神保家に殉じるよう命じられて自刃を禁じられ、家を出た（実家の女性は全員自決）。
その後、従来は雪子は中野竹子らの婦女隊に参加して敵弾に倒れ戦死したと伝えられていたが、水島菊子の証言によれば遂に合流しなかったということから元会津藩士山川健次郎が調べ直したところ、合流の事実は確認できないものの、中野竹子戦死地と同じ涙橋で雪子が戦死したことは確実だという（神保修理の弟巖之助からの書面により判明）。
一方土佐藩士吉松速之助の証言によれば、8月25日時点では雪子はかつて味方であった大垣藩兵により、会津坂下長命寺に拘束されていた。吉松速之助は解放を主張したが容れられなかった。雪子は吉松に請い短刀を拝借して自決したという。

## テレビドラマ
- 白虎隊 ：1986年日本テレビ年末時代劇スペシャル（演：池上季実子）
- 八重の桜： 2013年NHK大河ドラマ（演：芦名星）